# غلين دانزيغ
غلين دانزيغ (بالإنجليزية: Glenn Danzig) (و. 1955  م) هو مغني، وموسيقي، وعازف قيثارة، وعازف بيانو، وكاتب أغاني أمريكي، يستخدم آلات قيثارة.
.

## التعليم
تعلم في مدرسة تيش العليا للفنون.

## وصلات خارجية
- غلين دانزيغ على موقع IMDb (الإنجليزية)
- غلين دانزيغ على موقع ميوزك برينز (الإنجليزية)
- غلين دانزيغ على موقع إن إن دي بي (الإنجليزية)
- غلين دانزيغ على موقع أول ميوزيك (الإنجليزية)
- غلين دانزيغ على موقع ديسكوغز (الإنجليزية)
- غلين دانزيغ على موقع قاعدة بيانات الفيلم (الإنجليزية)
- غلين دانزيغ في قاعدة بيانات الأفلام على الإنترنت